# أغنيس دي دامبيير
أغنيس دي دامبيير (1237 - 7 سبتمبر 1288)؛ كانت ليدى بوربون منذ 1249 حتى وفاتها؛ هي ابنة أرشامبو التاسع دي دامبيير، لورد بوربون ويولاندا الأولى، كونتيسة نيفير، تزوجت من جان الابن الأصغر لـ هيو الرابع، دوق بورغندي؛ ابنتهما الوحيدة بياتريس تزوجت من روبير، كونت كليرمون في  1272 وابنهما البكر لويس الأول الأعرج سيصبح أول دوق بوربون؛ بعد عشرة سنوات من وفاة زوجها تزوجت أغنيس في 1277 من روبرت الثاني كونت أرتوا.